# Alaginci
Alaginci su naselje u Republici Hrvatskoj u Požeško-slavonskoj županiji, u sastavu grada Požege.

## Zemljopis
Alaginci su smješteni oko 5 km sjeverno od Požega,  susjedna naselja su Šeovci i Turnić na sjeveru te Požega na jugu.

## Stanovništvo
Prema popisu stanovništva iz 2011. godine Alaginci su imali 198 stanovnika.
| broj stanovnika | 37    | 83    | 52    | 132   | 101   | 117   | 113   | 125   | 140   | 204   | 198   | 163   | 143   | 182   | 218   | 198   | 170   |
|                 | 1857. | 1869. | 1880. | 1890. | 1900. | 1910. | 1921. | 1931. | 1948. | 1953. | 1961. | 1971. | 1981. | 1991. | 2001. | 2011. | 2021. |